# Kwango
Il Kwango (Cuango in Angola) è un fiume situato nell'Africa centro-meridionale. Ha una lunghezza di 1.100 km.
Trae origine negli altipiani centrali dell'Angola e scorre nel suo tratto iniziale verso nord, per divenire in seguito confine naturale tra due paesi: Angola e Repubblica Democratica del Congo. Giunto in Repubblica Democratica del Congo diviene affluente del fiume Kasai vicino alla città di Bandundu 3°23′S 17°37′E.